# Werner Bätzing
 (juillet 2010).
 (août 2024).
Si vous disposez d'ouvrages ou d'articles de référence ou si vous connaissez des sites web de qualité traitant du thème abordé ici, merci de compléter l'article en donnant les références utiles à sa vérifiabilité et en les liant à la section « Notes et références ».
Werner Bätzing, né le 24 juin 1949 à Cassel dans le land de Hesse (Allemagne), est professeur de géographie culturelle à l'Université Friedrich-Alexander d'Erlangen-Nuremberg, et c'est un spécialiste du milieu alpin.

## Biographie
Après ses études en 1968 il étudie la théologie protestante et la philosophie à l'académie ecclésiastique Béthel de Bielefeld et à l'université de Tübingen et Heidelberg dont il est diplômé en 1974.
Inspiré par son professeur, Wilhelm Anz disciple de Heidegger, il est très tôt confronté aux questions environnementales avant même l'émergence des mouvements écologistes. Parallèlement, il développe peu à peu un intérêt pour les questions socio-politiques.
Après ses études, il se rend à Berlin en 1974 et va travailler pendant un an comme professeur de religion dans un lycée. De 1976 à 1978, il complète sa formation dans un premier temps dans une librairie spécialisée en cartes et guides puis, dans un second temps  jusqu'en 1981, dans diverses  autres librairies et maisons d'édition de Berlin.
En 1976, il découvre les Alpes, l'Ötztal dans le Tirol, mais elles ne correspondent pas à ses attentes. En 1977, il se rend pour la première fois dans le sud des Alpes piémontaises qui le fascinent encore aujourd'hui. Pendant 3 mois, il sillonne à pied le massif alpin de Menton au Val d'Aoste. De 1983 à 1987 il étudie la géographie à l'université technique de Berlin pour approfondir ses connaissances des Alpes. Il obtient son diplôme avec une thèse sur la vallée de la  Stura (Valle Stura) .
Il se destine finalement à une carrière professionnelle de géographe spécialisé dans l'espace alpin. En 1984, il publie la première version de son livre sur les Alpes, grâce auquel il obtiendra déjà une renommée nationale. En 1988, le professeur Paul Messerli le fait entrer à l'Institut géographique de l'Université de Berne (Suisse) d'abord comme assistant puis très vite comme professeur ayant obtenu son doctorat en peu de temps. Depuis 1995 il enseigne à l'Université d'Erlangen-Nuremberg en tant que professeur de géographie culturelle tout en continuant ses travaux de recherches sur milieu alpin. Il est aussi professeur invité dans les universités de Vienne et de Gênes.
Il est membre, entre autres, du conseil consultatif de l'International Association Pro Alpina Vita, conseiller scientifique à la CIPRA, il a conduit des travaux pour la Convention alpine (Son étude sur la "typologie des communes alpines selon des catégories d'étude diachronique d'évolution démographique de 1870-2000" dans le cadre "applications des aspects socio-économiques et écologiques" du principe de durabilité dans le traitement du thème "population et culture" de la convention alpine, est utilisée au niveau international). Il est membre du Conseil international consultatif du réseau Alliance dans les Alpes[réf. souhaitée].
Le prix Albert Mountain Award lui a été décerné en 2006.
Ses travaux portent sur le développement régional durable dans les zones rurales, la géographie de la population, la géographie agricole, la géographie des activités de loisirs et de tourisme, géographie économique, la science régionale, la géographie de haute montagne, l'aménagement du territoire, l'espace régional, l'aménagement du paysage, les changements structurels socio-économiques dans les pays développés (tertiarisation), la philosophie des sciences, la philosophie naturelle, l'écologie humaine.